# 스털링 제린스
스털링 제린스(Sterling Jerins, 2004년 6월 15일 ~ )는 미국의 배우이다.

## 출연 작품

### 영화
- 월드워Z (2013)
- 컨저링 (2013)
  - 컨저링 2 (2016)
- 산타모니카 인 러브 (2014)
- 룰라바이 (2014, Lullaby)
- 브루클린의 멋진 주말 (2014, 5 Flights Up)
- 다크 플레이스 (2015)
- 이스케이프 (2015)
- 패터슨 (2016)
- Daisy Winters (2017)
- 보딩 스쿨: 기숙학교 (2018)

### 텔레비전
- Divorce (2016-19)